# A Fistful of Gun
A Fistful of Gun est un jeu vidéo de type shoot 'em up développé par FarmerGnome et édité par Devolver Digital, sorti en 2015 sur Windows.

## Accueil
- Destructoid : 6/10[1]